# Cornimont (Francja)
Cornimont – miejscowość i gmina we Francji, w regionie Grand Est, w departamencie Wogezy.
Według danych na rok 1990 gminę zamieszkiwały 4042 osoby, a gęstość zaludnienia wynosiła 100 osób/km² (wśród 2335 gmin Lotaryngii Cornimont plasuje się na 110. miejscu pod względem liczby ludności, natomiast pod względem powierzchni na miejscu 23.).